# 亚硝酸异戊酯
亚硝酸异戊酯（分子式：C5H11ONO，示性式：(CH3)2CHCH2CH2ONO）是异戊醇生成的亞硝酸酯。

## 性质
无色至淡黄色、青黄色具有挥发性澄清液体。有水果香味。不溶于水，能溶于醇、醚。遇光和空气分解。

## 制取
由异戊醇和亚硝酸钠酯化而得。

## 用途
用作血管扩张剂、氰化物的解毒剂，也用于香料、药物和重氮化合物的合成。在西方国家也被滥用，用于改变意识，产生快感。它可使血管扩张，引起血压降低，心动过速。机理为释放一氧化氮血管舒张因子。大剂量使用可能引起高铁血红蛋白血症。